# Natalimyza
Genre
Natalimyza  est un genre de diptères de la famille des Natalimyzidae.

## Liste d'espèces
Selon Catalogue of Life (15 avril 2019) :
- Natalimyza milleri Barraclough & McAlpine, 2006